# Grip Inc.
Grip Inc. sind eine Groove-Metal-Band, die 1993 von Dave Lombardo gegründet wurde, der 1992 Slayer verlassen hatte.

## Bandgeschichte
Lombardo lernte bei den Aufnahmen zum Phillip-Boa-Projekt Vodoocult den Gitarristen Waldemar Sorychta kennen. Sie entschlossen sich, auch außerhalb von Boas Projekt zusammenzuarbeiten und engagierten dazu Gus Chambers als Sänger und Jason Viebrooks als Bassisten.
Noch vor den Aufnahmen zum ersten Album wurde die Band von den Mitgliedern und der Managerin einer Band namens „Grip“ verklagt, die sich bereits über zehn Jahre zuvor aufgelöst hatte. Nachdem Grip Inc. die Prozesse gewonnen hatte, wurde das Debütalbum Power of Inner Strength aufgenommen. Mit Nemesis und Solidify folgen zwei weitere Alben, bevor sich die Band 1999 zeitweise auflöste. 2004 erschien mit Incorporated das bisher letzte vollständige Album.
Chambers starb am 13. Oktober 2008. Ersten Meldungen gingen von Suizid aus, die offizielle Untersuchung ergab jedoch eine versehentlich tödliche Mischung von Medikamenten und Alkohol.
Nachdem Lombardo im Februar 2013 Slayer erneut verlassen hatte, kam es zu einer Reunion der Gruppe mit Casey Chaos von Amen als Sänger. 2015 erschien die EP Hostage To Heaven. Sie enthält drei bis dahin unveröffentlichte Aufnahmen mit Chambers und eine Neuaufnahme des ursprünglich auf dem Debütalbum erschienenen Titelsongs mit Gesang von Casey Chaos.

## Diskografie
- 1995: Power of Inner Strength
- 1997: Nemesis
- 1999: Solidify
- 2004: Incorporated
- 2015: Hostage to Heaven (EP)